# Posse de Getúlio Vargas em 1930
A primeira posse de Getúlio Vargas como presidente do Brasil[carece de fontes?] aconteceu no dia 3 de novembro de 1930.

## Antecedentes
A eleição para a presidência da república foi realizada no dia 1º de março de 1930, vencida por Júlio Prestes, com 1 091 709 votos contra 742 797 dados a Getúlio. A Aliança Liberal acusou o pleito de fraude. Borges de Medeiros reconheceu a vitória de Júlio Prestes, alegando que fraude houve de ambos os lados: "Fraude houve de norte a sul, inclusive aqui mesmo". Getúlio obteve 100% dos votos do Rio Grande do Sul. Os partidários da Aliança Liberal continuaram indignados. O assassinato de João Pessoa, candidato à vice-presidente na chapa de Getúlio, acabaria por ser o estopim da Revolução de 1930, que depôs o presidente da República Washington Luís em 24 de outubro de 1930, impediu a posse do presidente eleito Júlio Prestes e pôs fim à República Velha.
Assumiram o governo brasileiro de 24 de outubro (dia em que Washington Luís foi deposto) a 3 de novembro de 1930 (data da posse de Getúlio Vargas), os militares Augusto Tasso Fragoso, José Isaías de Noronha e João de Deus Mena Barreto, os quais formaram a chamada Junta Governativa Provisória.

## Solenidade da posse
A posse de Getúlio Vargas revestiu-se de um caráter eminentemente popular. Momentos antes da posse, várias esquadrilhas da Escola de Aviação Militar apresentaram-se sobre o Palácio do Catete, sendo ovacionada pelo povo presente no ato. A solenidade da posse se deu conforme o anunciado, às 16 horas do dia 3 de novembro. Descendo do segundo pavimento do palácio presidencial, onde estava residindo desde o dia da sua chegada ao Rio de Janeiro, acompanhado pelos membros da Junta Provisória, Vargas entrou no Salão Pompeano, sob as aclamações dos presentes. Feito silêncio, o general Tasso Fragoso, presidente da Junta leu um discurso, sendo seguido pelo discurso de Getúlio Vargas.
Em seguida, no Salão dos Despachos, o novo chefe de governo deu posse ao seu ministério:
- Osvaldo Aranha, ministro da Justiça e de Negócios Interiores
- Afrânio de Melo Franco, ministro das Relações Exteriores
- José Maria Whitaker, ministro da Fazenda
- General de brigada José Fernandes Leite de Castro, ministro da Guerra
- Contra-almirante Isaías de Noronha, ministro da Marinha
- Capitão Juarez Távora, ministro da Viação e Obras Públicas
- Joaquim Francisco de Assis Brasil, ministro da Agricultura, Indústria e Comércio

Depois, atendendo a pedidos, foi à sacada do palácio acenar para os populares, que o ovacionaram. Dois dias depois, o documentário sobre a posse de Getúlio Vargas já podia ser visto no Cine Glória, na capital da República.